# فرودگاه باتوم
فرودگاه باتوم (به انگلیسی: Batom Airport) یک فرودگاه با کد یاتا BXM است . این فرودگاه در کشور اندونزی قرار دارد .